# Europa Universalis IV
Europa Universalis IV ist ein 2013 veröffentlichtes Echtzeit-Strategiespiel von Paradox Interactive. Der vierte Teil der Reihe Europa Universalis erschien für Windows, Mac OS und Linux.
Das Spiel beginnt 1444 nach der Schlacht bei Warna und endet im Jahr 1821. Der vierte Teil der Spieleserie bedient sich im Wesentlichen der Mechaniken der Vorgänger, ist aber der bislang umfangreichste Teil und wird nach wie vor regelmäßig mit neuen Inhalten versorgt. Er beschreibt über 800 historisch tatsächlich existierende sowie weitere, im Spielverlauf formbare Nationen. Erstmals steht dem Spieler dafür eine 3D-Karte zur Verfügung.
Auch gibt es mehr Diplomatieoptionen und ein verändertes Handelssystem. Seit 2020 liegt die Pflege und Weiterentwicklung des Spiels in den Händen des kleineren Entwicklerteams Paradox Tinto.

## Erweiterungen
Conquest of Paradise
Mit der Erweiterung „Conquest of Paradise“ (Eroberung des Paradieses) wurde die Möglichkeit hinzugefügt, eine zufällige Neue Welt zu generieren und einige Spielmechanismen wurden verändert, um das Kolonialisieren realistischer zu gestalten.
Wealth of Nations
Mit der Erweiterung „Wealth of Nations“ (Wohlstand der Nationen, nach Adam Smith) wurde das Handelssystem überarbeitet, es ist beispielsweise möglich, Handelskompanien in Asien und Afrika zu erstellen. Außerdem wurde die Möglichkeit hinzugefügt, seine Marine als Freibeuter einzusetzen, um rivalisierenden Staaten Einfluss in einem Handelsgebiet zu stehlen.
Res Publica
Die Erweiterung „Res Publica“ (lat. öffentliche Angelegenheit, im alten Rom benutzt für die Staatsform Republik, nach Cicero) erweitert insbesondere die Mechaniken von Handelsrepubliken. So ist es durch diese Erweiterung zum Beispiel möglich, eine diktatorische Republik zu gründen. Außerdem ist es Handelsrepubliken nun möglich, mit speziellen Handelsposten noch mehr Marktmacht und damit Einfluss auf die Handelsströme zu sichern. Zusätzlich wurden für Handelsrepubliken noch viele historische Ereignisse und Entscheidungsmöglichkeiten eingeführt, insbesondere für die niederländische Republik. Die letzte neue, mit dieser Erweiterung, eingeführten Funktionalität ist von allen Nationen nutzbar: Man kann einen nationalen Fokus auf die Administration, die Diplomatie oder das Militär festlegen, um den ausgewählten Bereich auf Kosten der anderen beiden verbleibenden Bereiche zu stärken.
Art of War
Die Erweiterung „Art of War“ (Kunst des Kriegs, von Sun Tzu geschriebenes Generalslehrbuch für allgemeine Kriegstaktiken) brachte spezielle Ereignisse und Mechaniken mit sich, um den Dreißigjährigen Krieg im Spiel widerzuspiegeln. Außerdem ermöglicht es dem Spieler, Klientelstaaten zu erstellen. Diese verhalten sich wie Vasallen, allerdings mit der Besonderheit, dass man Name des Staates, Flagge des Staates so wie die dem Klientelstaat gehörende Gebiete selbst bestimmen darf. Des Weiteren ist es mit der Erweiterung möglich, Vasallen zu sogenannten Marken zu machen, welche eine größere Armee aufstellen als normale Vasallen, im Gegenzug jedoch keine Steuern mehr an ihren Lehnsherren zahlen.
Im Zuge des Erscheinens von „Art of War“ wurde der Patch 1.8 ebenfalls veröffentlicht, der allerdings knapp 1 Monat später von dem Patch 1.9 abgelöst wurde.
El Dorado
Mit der Erweiterung „El Dorado“ (span. „Der Goldene“) hielt auch der Nationendesigner Einzug. Dort wird es einem ermöglicht, eine Nation selbst zu erstellen. Neu sind auch die Religionen „Nordisch“ und „Jüdisch“, die ausschließlich bei selbst erstellten Nationen verwendet werden können. Hauptsächlich bezieht sich die Erweiterung aber auf die amerikanische Region, so gibt es neue Religionen und viele andere neue Funktionen für Nationen in diesem Gebiet.
Mit der Erweiterung wurde auch der Patch 1.10 veröffentlicht. Dort wurden die Flaggen für „revolutionäre Länder“ eingeführt. Sie ist immer eine senkrechte Trikolore und die Farben werden zufällig generiert, außer bei einigen Staaten, die, zum Teil auch auf Grund ihrer historischen Geschichte, eine vorbestimmte Farbgebung haben. Bsp.: Schwarz-Weiß-Rot (Römische Republik (1798–1799)) für den Kirchenstaat.
Common Sense
Die Erweiterung „Common Sense“ wurde am 9. Juni 2015 veröffentlicht und beinhaltet unter anderem neue Mechaniken für Religionen, Theokratische Herrschaftssysteme und Vasallenaktionen.
The Cossacks
Mit der am 1. Dezember 2015 erschienenen Erweiterung „The Cossacks“ erhielt das Spiel ein Ständesystem. Außerdem erhielten die Horden neue Mechaniken und neue diplomatische Optionen wurden hinzugefügt.
Mare Nostrum
Am 5. April 2016 erschien die Erweiterung „Mare Nostrum“ (benannt nach der römischen Bezeichnung für das Mittelmeer) mit welcher Matrosen, Seefahrtsmissionen, eine Funktion um Armeen zu verleihen und ein überarbeitetes Spionagesystem sowie weitere kleine Änderungen hinzugefügt wurden.
Rights of Man
Die neunte Erweiterung „Rights of Man“ (benannt nach dem gleichnamigen Buch von Thomas Paine) erschien am 11. Oktober 2016. Sie bietet unter anderem neue Diplomatiemöglichkeiten für Großmächte, neue Ziele für die Religionen der Kopten und Fetischisten sowie Charaktermerkmale für Anführer und Monarchen. Gleichzeitig wurde mit einem kostenlosen Patch das Technologiesystem deutlich überarbeitet.
Mandate of Heaven
Die Erweiterung „Mandate of Heaven“, benannt nach einem Konzept der chinesischen Philosophie (Mandat des Himmels), wurde am 6. April 2017 veröffentlicht. Sie fügte dem (ost)asiatischen Raum (China, Japan, Mandschurei) neue Spielmechaniken hinzu. Darüber hinaus wurde ein neues Zeitaltersystem veröffentlicht.
Third Rome
Am 14. Juni 2017 erschien die Erweiterung „Third Rome“ (Drittes Rom), welche sich thematisch mit dem Aufstiegs Russlands und dem Zarenreich beschäftigt und ein einzigartiges System zur Besiedlung Sibiriens mitbringt.
Cradle of Civilization
Die Erweiterung „Cradle of Civilization“ beschäftigt sich mit den Handelsrouten des Nahen Ostens. Sie erschien am 16. November 2017.
Rule Britannia
Die Erweiterung „Rule Britannia“ (benannt nach der inoffiziellen Nationalhymne Großbritanniens) fokussiert sich auf Großbritannien und die umliegenden Gebiete, sowie ein neues Missionensystem. Sie erschien am 20. März 2018.
Dharma
„Dharma“ beschäftigt sich mit den Staaten des indischen Subkontinents, neben Provinzveränderungen wird auch das Ständesystem erweitert und im Basisspiel verankert. Das bisherige Regierungsformensystem wurde komplett überarbeitet und ermöglicht nun Wechsel im Spielverlauf auch zwischen monarchischen und republikanischen Regierungsformen. Die Erweiterung erschien am 6. September 2018.
Golden Century
„Golden Century“ ist am 11. Dezember 2018 erschienen und stellt die 15. Erweiterung für Europa Universalis 4 dar. Sie thematisiert die spanische Vorherrschaft in Europa und die Entdeckung der Neuen Welt. Im Rahmen der Erweiterung werden mehrere neue Mechaniken zugänglich gemacht. Darunter unter anderem die Möglichkeit Orden zu gründen, Piratenrepubliken zu spielen und Flaggschiffe zu bauen.
Emperor
Mit „Emperor“ erschien am 9. Juni 2020 eine Erweiterung, die sich besonders auf Europa fokussiert. Neu hinzugefügte Mechaniken ermöglichen ein interaktiveres Heiliges Römisches Reich, mehr Komplexität für Anhänger der katholischen Kirche, eine neue Religion (die Hussiten) und Verbesserungen von Revolutionen. Des Weiteren wurden im dazugehörigen Update das Stände-System, die Reichsverwaltung und die Söldnerrekrutierung komplett überarbeitet.
Leviathan
Die am 27. April 2021 veröffentlichte Erweiterung „Leviathan“ führt eine Reihe neuer diplomatischer Aktionen, Stammesföderationen, mehr Interaktionsmöglichkeiten mit eigenen Vasallen und Kolonialnationen sowie Monumente ein. Außerdem wurden u. a. die totemistischen Religionen, der Gebäudebau und die Regentschaftsmechanik überarbeitet. Es handelt sich um die erste Erweiterung, die nach der Übernahme durch Paradox Tinto erschienen ist.
Origins
„Origins“ enthält individuelle Missionen für afrikanische Nationen wie Mali und Songhai. Zudem wurden einzelne jüdische Provinzen eingeführt und die jüdische Religion überarbeitet.

Lions of the North
„Lions of the North“ enthält individuelle Missionen für skandinavische und osteuropäische Nationen wie Schweden, Dänemark, Polen(-Litauen) und den Deutschen Orden. Zudem wurde die Regierungsreform-Mechanik überarbeitet.
Domination
Am 18. April 2023 erschien die Erweiterung „Domination“, die überarbeitete Missionsbäume für Länder, wie das Osmanische Reich, Japan, Spanien, Frankreich, Großbritannien und einigen mehr beinhaltet. Außerdem wurde neben einigen neuen Regierungsmechaniken erstmals Marinespezialeinheiten eingeführt. Dabei handelt es sich um Schiffe mit besonderen Bonus Werten.
King of Kings
„King of Kings“ wurde am 6. November 2023 Veröffentlicht. Neben über 40 neuen Standes-Privilegien, wurden neue Missionen und Regierungsformen zum Spiel hinzugefügt. Dabei drehen sich die Änderungen um die Gebiete des nahen und mittleren Osten.
Winds of Change
„Winds of Change“ erschien am 8. Mai 2024 und enthält Neuerungen für Länder über verschiedene Regionen hinweg. Zum Beispiel für das Inka- und Aztekenreich, aber auch für Deutschland und Italien.

## Modifikationen
Es gibt für Europa Universalis IV zahlreiche von Spielern erstellte Modifikationen, welche nahezu alle Details auf inhaltlicher und spielerischer Ebene verändern können. Die Modifikationen reichen von kleineren grafischen Veränderungen bis hin zu einer vollkommenen neuen Spielwelt. Diese so genannten Total Conversion Mods können einen historischen Hintergrund haben oder einen phantastischen. Die Modifikation Extended Timeline, die auf der Internet-Vertriebsplattform Steam mit über 390.000 Abonnenten am beliebtesten ist, erlaubt den Spielern zum Beispiel vom ersten Jahrhundert bis in das 21. Jahrhundert zu spielen.
Mithilfe eines Konvertierers lassen sich zudem Spielstände aus anderen Paradox-Spielen importieren. Dies macht sogenannte spielübergreifende „Mega-Kampagnen“ möglich, in denen man eine Nation aus der Antike (Imperator: Rome) über das Mittelalter (Crusader Kings 3), die frühe Neuzeit (EU4) und das Zeitalter des Imperialismus (Victoria II) bis ins Zeitalter der Weltkriege (Hearts of Iron IV) führen kann.

## Rezeption
Wertungsaggregator Metacritic ermittelte eine Gesamtwertung von 87/100 und damit „im Allgemeinen positive“ Bewertungen der Spielepresse. Spielemagazin GameStar vergab 78 % und lobte vor allem den großen Spielumfang. Der präsente Zufallsfaktor bei Schlachten und die Unübersichtlichkeit für Einsteiger wurden hingegen kritisiert. 4Players kritisierte ebenfalls die fehlende Zugänglichkeit für Anfänger, lobte aber die enorme Komplexität des Spiels und vergab 86 % mit einem Sehr Gut – Gold Award.